# Doogie White
Doogie White (* 7. března 1960, Motherwell, North Lanarkshire, Skotsko, Spojené království) je skotský zpěvák, nejvíce známý ze skupin Midnight Blue, Rainbow, Cornerstone, také spolupracoval s Yngwie Malmsteenem.
White se koncem roku 1993 zúčastnil konkurzu zpěváka Iron Maiden a dokonce patřil mezi velké favority, ale skupina jsi vybrala Blaze Bayleyho kvůli jinému stylu zpěvu.